# محرقة نووية
المحرقة النووية أو نهاية العالم النووية أو المحرقة الذرية أو الهولوكوست النووي، هي سيناريو نظري يتضمن ما يؤول إليه استخدام الأسلحة النووية من دمار شامل وتداعيات إشعاعية تقتضي انهيار الحضارة. تصبح الكرة الأرضية في ظل هذا السيناريو غير صالحة للسكن بسبب الحرب النووية التي قد تحدث في الحروب العالمية المستقبلية.
ستسبب الانفجارات النووية تدميرًا فوريًا للمدن، وقد تشمل العواقب المحتملة للحرب النووية ما يلي: العواصف النارية والشتاء النووي والداء الإشعاعي المنتشر (متلازمة الإشعاع الحادة) الناجم عن التهاطل النووي و/ أو الفقدان المؤقت للكثير من التكنولوجيا الحديثة بسبب النبضات الكهرومغناطيسية. تكهن بعض العلماء -مثل آلان روبوك- بأن الحرب النووية الحرارية يمكن أن تؤدي إلى نهاية الحضارة الحديثة على الأرض، ويرجع ذلك جزئيًا إلى شتاء نووي طويل الأمد. ينخفض في أحد السيناريوهات متوسط درجة حرارة الأرض بعد حرب نووية حرارية كاملة لعدة سنوات بمعدل يتراوح بين 7 و8 درجات مئوية وسطيًا.
ومع ذلك، أشارت دراسات حقبة الحرب الباردة إلى أن مليارات البشر سوف ينجون من الآثار المباشرة للانفجارات النووية والإشعاعات التي ستتلو الحرب النووية الحرارية العالمية. يزعم بعض العلماء أن الحرب النووية يمكن أن تسهم بشكل غير مباشر في انقراض البشر من خلال الآثار الثانوية، بما في ذلك الآثار البيئية والانهيار الاجتماعي والانهيار الاقتصادي. يُعتَقد أنّ التبادل النووي الضئيل نسبيًا بين الهند وباكستان يمكن أن يتسبب في شتاء نووي وأن يقتل أكثر من مليار شخص.
صوّرت ساعة القيامة لنشرة العلماء الذريين مدى قرب العالم من الحرب النووية منذ عام 1947.
تلعب المحرقة النووية دورًا مهمًا في الإدراك الشعبي للأسلحة النووية؛ فهو يبرز مفهوم التدمير المؤكد المتبادل وهو سيناريو شائع في البقائية. تُذكر المحرقة النووية في الأدب والسينما وخاصة في أنواع الخيال التأملي مثل الخيال العلمي وأدب الواقع المرير وأدب ما بعد الكارثة.

## مدى احتمال وقوع حرب نووية
امتلكت البشرية حتى عام 2016 نحو 15000 سلاح نووي والآلاف منها في حالة تأهب قصوى. أخذت المخزونات في الانخفاض بعد نهاية الحرب الباردة، ومع ذلك تعمل كل دولة نووية حاليًا على تحديث ترسانتها النووية. يعتقد بعض الخبراء أن هذا التحديث قد يزيد من خطر الانتشار النووي والإرهاب النووي والحرب النووية العرضية.
قدّر جون كينيدي احتمال تصاعد أزمة الصواريخ الكوبية إلى نزاع النووي بما بين 33% و50%، وفي استطلاع للخبراء في المؤتمر العالمي للمخاطر الكارثية في أكسفورد (17-20 يوليو 2008)، قدّر معهد المستقبل للبشرية احتمال الانقراض الكامل للإنسان بسبب استخدام للأسلحة النووية بنسبة 1% خلال القرن واحتمال وفاة مليار شخص بنسبة 10% واحتمال وقوع مليون قتيل بنسبة 30%. تعكس هذه النتائج الآراء المتوسطة لمجموعة من الخبراء لا نموذجًا إحصائيًا، وقد تكون القيم الفعلية أقل أو أعلى من ذلك بكثير.
يعتقد العلماء بأنه حتى الحرب النووية الصغيرة بين أي بلدين قد تمتلك عواقب عالمية مدمرة، وأن احتمال وقوع مثل هذه الصراعات المحلية أكبر من الحرب النووية الشاملة.

## الأهمية الأخلاقية لخطر انقراض الإنسان
طرح الفيلسوف ديريك بارفيت السؤال التالي في كتابه «الأسباب والأشخاص»:قارن بين ثلاث نتائج:
1. السلام.
2. حرب نووية تقتل 99% من سكان العالم الحاليين.
3. حرب نووية تقتل 100%.

(2) سيكون أسوأ من (1)، و(3) سيكون أسوأ من (2). أي اختلاف هو الأعظم؟
وتابع: «يعتقد معظم الناس أن الفرق الأكبر هو بين (1) و (2). وأعتقد أن الفرق بين (2) و(3) أكبر بكثير». يفسر بارفيت رأيه بأنه إذا ماتت أعداد هائلة من البشر فهو أمر سيئ، ولكن سيكون الانقراض البشري التام في حد ذاته أسوأ بكثير لأنه سيمنع إنتاج أجيال لاحقة. يعتقد نيك بوستروم بالضرورة الأخلاقية لتقليل مخاطر الانقراض البشري نظرًا لضخامة الكارثة التي ستعرّض الجنس البشري للانقراض.

## احتمال الانقراض البشري الكامل
قد تؤدي الحرب النووية الحرارية العالمية باستخدام مخزونات حقبة الحرب الباردة أو حتى المخزونات الصغيرة الحالية إلى انقراض البشر. دعم هذا الموقف وضع مفهوم ونموذج الشتاء النووي لأول مرة في عام 1983. ومع ذلك، تعتبر سيناريوهات العقد الماضي الانقراض التام أمرًا مستبعدًا، وتقترح بقاء أجزاء من العالم صالحة للسكن. قد لا يكون الخطر المناخي من الناحية الفنية معدومًا؛ فالآثار المناخية للحرب النووية غير مؤكدة وقد تكون من الناحية النظرية أكبر مما توحي به السيناريوهات الحالية، كما قد تكون نظريًا أقل مما توحي به السيناريوهات الحالية تمامًا. قد يوجد أيضًا مخاطر غير مباشرة، مثل الانهيار المجتمعي في أعقاب الحرب النووية؛ الأمر الذي قد يجعل البشرية أكثر عرضة للتهديدات الوجودية الأخرى.
ولكن يبقى السؤال الذي يحتاج الاستقصاء يتمحور حول سباق التسلح النووي في المستقبل الذي قد يقتضي امتلاك مخزونات أكبر أو أسلحة نووية أكثر خطورة مما كان موجودًا في ذروة الحرب الباردة، وما إذ كانت ستؤدي الحرب بوجود هذه الأسلحة إلى انقراض البشر؟ حذر الفيزيائي ليو سزيلارد في خمسينيات القرن الماضي من إمكانية تصنيع «جهاز يوم القيامة» المتعمد باستخدام القنابل الهيدروجينية القوية التي تحتوي على كمية هائلة من الكوبالت. يقدر العمر النصفي للكوبالت بنحو خمس سنوات، وقد تكون بعض الآثار الفيزيائية -كما اقترح بعض علماء الفيزياء- قادرة على التخلص من جميع أشكال الحياة البشرية بسبب شدة الإشعاع المميتة. الدافع الرئيسي لبناء قنبلة الكوبالت في هذا السيناريو هو كلفتها المنخفضة مقارنةً بالترسانات التي تمتلكها القوى العظمى. إضافةً إلى ذلك، لا يحتاج إطلاق مثل هذا الجهاز يوم القيامة قبل التفجير، وبالتالي لا يحتاج إلى أنظمة توصيل صواريخ باهظة الثمن، كما لا تحتاج القنابل الهيدروجينية إلى التصغير لتتمكن الدول المعنية من إطلاقها باستخدام الصواريخ. يمكن أتمتة نظام تشغيل قنبلة الكوبالت بالكامل، وبهذه الطريقة يكون الردع فعالًا. ويمكن للعلماء القيام بتطوير حديث عبر ربط القنابل بالهباء الجوي المصمم لتفاقم الشتاء النووي. ويبقى التحذير الرئيسي هو أن انتقال التداعيات النووية بين نصفي الكرة الشمالي والجنوبي صغيرًا؛ ما لم تنفجر قنبلة في كل نصف كرة، فإن تأثير القنبلة التي انفجرت في أحد النصفين سيكون معدومًا على النصف الآخر.

## تأثيرات الحرب النووية

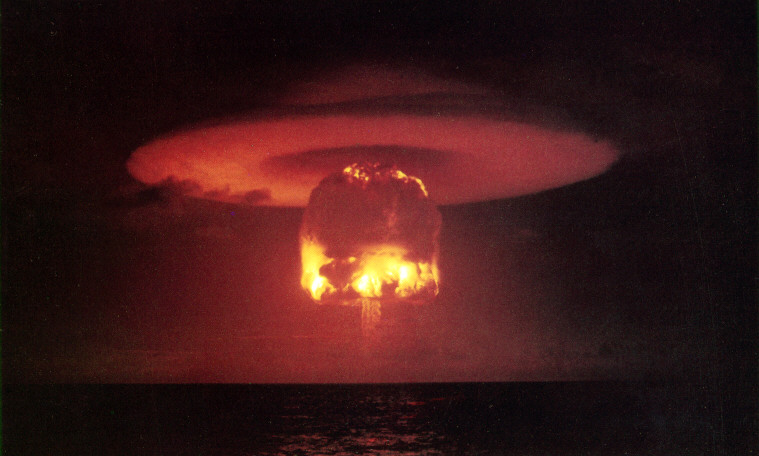
سحابة من انفجار قلعة روميو في عام 1954.

كان من الصعب تقدير العدد الإجمالي للوفيات الناتجة عن تبادل نووي عالمي تاريخيًا لأن العلماء ما زالوا يكتشفون آثارًا جديدة للأسلحة النووية، كما ما يزالوا يقومون بمراجعة السيناريوهات الحالية.
نظرت التقارير المبكرة في الآثار المباشرة الناجمة عن الانفجار النووي والإشعاع والتأثيرات غير المباشرة الناجمة عن الاضطراب الاقتصادي والاجتماعي والسياسي. وفي تقرير عام 1979 لمجلس الشيوخ الأمريكي، قدّر مكتب تقييم التكنولوجيا الخسائر في ظل سيناريوهات مختلفة. توقعوا حدوث وفيات أمريكية من 35 إلى 77% (70 مليون إلى 160 مليون قتيل في ذلك الوقت)، ووفيات سوفيتية من 20 إلى 40% من السكان خلال الحرب المتبادلة بين الاتحاد السوفييتي والولايات المتحدة الأمريكية.
وُضِعَ هذا التقرير عندما كانت المخزونات النووية بمستويات أعلى بكثير مما هي عليه اليوم، كما وُضِع أيضًا قبل ظهور نظرية الشتاء النووي لأول مرة في أوائل ثمانينيات القرن الماضي. بالإضافة إلى ذلك، لم تأخذ في الاعتبار الآثار الثانوية الأخرى -كالنبضات الكهرومغناطيسية مثلًا- والتداعيات التي قد تحدث على التكنولوجيا الحديثة والصناعة.